# Liste des immateriellen Kulturerbes der Menschheit in Peru

Das Immaterielle Kulturerbe der Menschheit in Peru umfasst die Aktivitäten, die für Peru aufgrund der UNESCO-„Konvention zum Schutz des immateriellen Welterbes“ als Immaterielles Kulturerbe der Menschheit registriert wurden.
Unter der Aufsicht eines zwischenstaatlichen Komitees werden auf Antrag der Mitgliedsstaaten deren bedeutende immaterielle kulturelle Ausdrucksformen wie Feste, Vorführungen, mündliche Traditionen, Musik und Handwerk dokumentiert und es werden Maßnahmen der Staaten zu deren Erhalt und Schutz vereinbart. Die „Repräsentative Liste“ hat die meisten Einträge. Besonderes Augenmerk wird in zwei separaten Listen auf „besonders erhaltungswürdiges“, das heißt bedrohtes, Kulturgut und auf „gute Praxisbeispiele“, hervorzuhebende und förderungswürdige Vorgehensweisen zur Stärkung kultureller Ausdrucksweisen, gelegt. Peru ist in allen drei Listen vertreten.

## Immaterielles Kulturerbe
Dies sind die Einträge Perus in die drei UNESCO-Listen zum immateriellen Kulturerbe der Menschheit:
| Bezeichnung                                                                                | Beschreibung | Bild | Jahr        | UNESCO-Liste und Link |
| ------------------------------------------------------------------------------------------ | --- | ---- | ----------- | --------------------- |
| Die Kultur des Zápara-Volkes                                                               | Zápara ist eine bedrohte Sprache, die 2008 nur noch von fünf alten Personen gesprochen wurde. Mit ihr droht ein reicher, mündlich überlieferter Wissensschatz über den Regenwald und seine Heilpflanzen verloren zu gehen. |      | 2001 / 2008 | RL 00007              |
| Textilkunst von Taquile                                                                    | Die Textilfertigung auf der Insel Taquile ist hochwertig und hat einen guten Ruf im ganzen Land. Sie wird von Männern ausgeführt. |      | 2005 / 2008 | RL 00166              |
| Huaconada-Ritualtanz von Mito                                                              | Zu Beginn des Jahres führen vermummte Männer mit Kondormasken in Mito eine Reihe Tänze auf. Sie stellen die verstorbenen Ältesten dar und übernehmen für drei Tage symbolisch das Regime der Stadt. |      | 2010        | RL 00390              |
| Scherentanz                                                                                | Der Scherentanz ist sehr dynamisch und wird von zwei Gruppen getanzt. Dabei werden Schnippgeräuche mit scherenähnlichen Geräten erzeugt. Obwohl die Tänzer mit dem Teufel in Verbindung gebracht werden und keine Kirche betreten dürfen, sind die Tänze bei religiösen Festen sehr beliebt.                                       |      | 2010        | RL 00391              |
| Die Pilgerreise zum Heiligtum des Herrn von Qoyllur Rit’i                                  | Das Heiligtum des Herrn von Qoyllur Rit’i liegt am Fuß des Berges Sinakara. Zu Fronleichnam pilgern Tausende dorthin und tragen in einer 24 Stunden andauernden Prozession Kreuze und andere Devotionalien den Berg hinauf und wieder herunter. Tanz und Gesang gehören auch dazu.                                                 |      | 2011        | RL 00567              |
| Die Hängebrücke Q’iswachaka                                                                | Die aus Pflanzenfasern gedrehten Seile der Brücke, die über 30 m eine tiefe Schlucht überspannt, müssen spätestens nach zwei Jahren in Gemeinschaftsarbeit erneuert werden, wie seit Jahrhunderten üblich. |      | 2013        | RL 00594              |
| Das Festival der Jungfrau von Candelaria                                                   | Das Festival der Jungfrau von Candelaria in Puno im Februar enthält neben Gottesdiensten und einer Prozession Musik und Tanz, auch mehrere Wettbewerbe, zu denen mehrere tausend Tänzer antreten. |      | 2014        | RL 00956              |
| Der Wititi-Tanz des Colca-Tals                                                             | Der Wititi-Tanz führt junge Erwachsene des Colca-Tals in einer außergewöhnlichen Weise in die Partnerwerbung ein. Die jungen Frauen kommen festlich geschmückt zum öffentlichen Tanz, die Männer tragen Frauenkleidung und besondere Kopfbedeckungen, während sie sich zum Paartanz auffordern.                                    |      | 2015        | RL 01056              |
| Die Wasserrichter von Corongo                                                              | Das traditionelle System der gewählten Wasserrichter von Corongo sichert die gerechte und nachhaltige Verteilung zur Bewässerung der Felder. Sie stehen in der Tradition des Heiligen Petrus. |      | 2017        | RL 01155              |
| Die Weihnachtstänze Hatajo de Negritos und Hatajo de Pallitas an der peruanischen Südküste | Hatajo de Negritos wird von Männern und Hatajo de Pallitas von Frauen an der peruanischen Südküste als Teil der Weihnachtsfeierlichkeiten getanzt. Sie sollen den Besuch der Hirten und der Weisen beim neugeborenen Jesuskind darstellen. In der Ausdrucksweise mischen sich andische, afrikanische und europäische Stilelemente. |      | 2019        | RL 01309              |
| Keramik der Awajún                                                                         | Die Keramik der Awajún stärkt die soziale Stellung der sie herstellenden Frauen. Sie sehen die Produktion als eine naturnahe persönliche Ausdrucksweise an. Die feinen Tonwaren werden mit geometrischen Mustern verziert. |      | 2021        | RL 01557              |
| Zubereitung und dem Verzehr von Ceviche                                                    | Ceviche, das Nationalgericht Perus, besteht aus rohem, mariniertem Fisch mit Zwiebeln und anderen Gewürzen. Als Beilage werden Süßkartoffeln, Maniok oder Mais serviert. |      | 2023        | RL 01952              |
| Programm zur Erhaltung des immateriellen Kulturerbes der Aymara                            | Sprache, Praktiken und Gebräuche der Aymara sind durch die moderne Lebensweise und die innere Migration der jungen Erwachsenen bedroht. Ein UNESCO-Programm von Bolivien, Chile und Peru sollte diese von 2009 bis 2013 dokumentieren und dem Volk, vor allem den Grundschülern, vermitteln. (gutes Praxisbeispiel)                |      | 2009        | BSP 00299             |
| Eshuva gesungene Gebete des Huachipaeri-Volkes auf Harakmbut                               | Nur noch zwölf Personen kennen Eshuva, die zeremoniellen Lieder in der Harakmbut-Sprache. Sie sollen von den Tieren und der Natur stammen und werden zur Heilung, aber auch bei Feiern gesungen. (erhaltungswürdig) |      | 2011        | USL 00531             |